# Хаус проти Бога (Доктор Хаус)
«Хаус проти Бога» (англ. House vs. God)  — дев'ятнадцята серія другого сезону американського телесеріалу «Доктор Хаус». Прем'єра епізоду проходила на каналі FOX 25 квітня 2006. Доктор Хаус і його команда мають врятувати молодого хлопця, що вважає, що отримав дар зцілювати людей.

## Сюжет
Під час "зцілювання" жінки у молодого священика Бойда починаються сильні судоми в животі. В лікарні команда Хауса визначає, що у хлопця понижений натрій. Хаус відвідує палату хворого і помічає, що той п'є багато води. Після цього він відриває Вілсона від своєї пацієнтки Грейс, щоб обговорити Бойда. Тим часом Бойд прокидається після сну і починає бродити по лікарні наспівуючи гімн. Він помічає Грейс і вважаючи, що вона хвора, "виліковує" її. Вілсон просить Чейза завести хворого до палати.
Згодом Вілсон заходить до кабінету Хауса і просить його не підпускати Бойда до його пацієнтки. Грейс сказала, що після зцілення почала почуватися краще. Вілсон вважає, що дарувати надію безнадійній хворій антигуманно. Після нападу дезорієнтації команда розуміє, що причину потрібно шукати в голові, тому Чейз, Форман і Кемерон роблять МРТ. Після процедури Бойд навідується до кабінету Хауса і каже йому, що Бог хоче, щоб той запросив Вілсона на гру в покер (гру було заплановано на цей вечір, але Хаус натякнув Вілсону, що не зможе). Єдиний хто знав про гру — це Вілсон, але він сказав Хаусу, що навіть не розмовляв з Бойдом. МРТ виявило аномальну зону, що вказує на туберозний склероз. Пацієнту потрібна операція, але він відмовляється. Проте з допомогою Вілсона, Бойд погоджується. Ввечері Вілсон приходить до Хауса додому і показує йому знімок раку Грейс. Пухлина зменшилась.
Наступного ранку Хаус дає розпорядження вивчити медичну картку Грейс. Також він бачить, що вона прийшла до Бойда в гості, а Чейз сказав, що вони навіть подружились. Тим часом Кадді повідомляє, що Бойд передумав щодо операції. Вечором, коли Вілсон все ж таки приходить на гру в покер, Хаус дізнається, що у нього з Грейс сексуальні стосунки. Вілсон розповів дівчині про покер, а та Бойду. Того ж вечора Бойд вирішує виписатись з лікарні так як вважає себе здоровим. Хаус їде до лікарні і дізнається, що у пацієнта температура під 40, а це означає, що у нього не туберозний склероз. Хаус думає, що хлопець міг принести мікроб до лікарні. Інфекція передалась Грес і почала атакувати пухлину. Тільки сказ або герпес міг бути таким сильним, щоб атакувати пухлину. Найбільш вирогідний герпес. Бойд заразився ним статевим шляхом, команда починає лікування.